# Šáchor jedlý

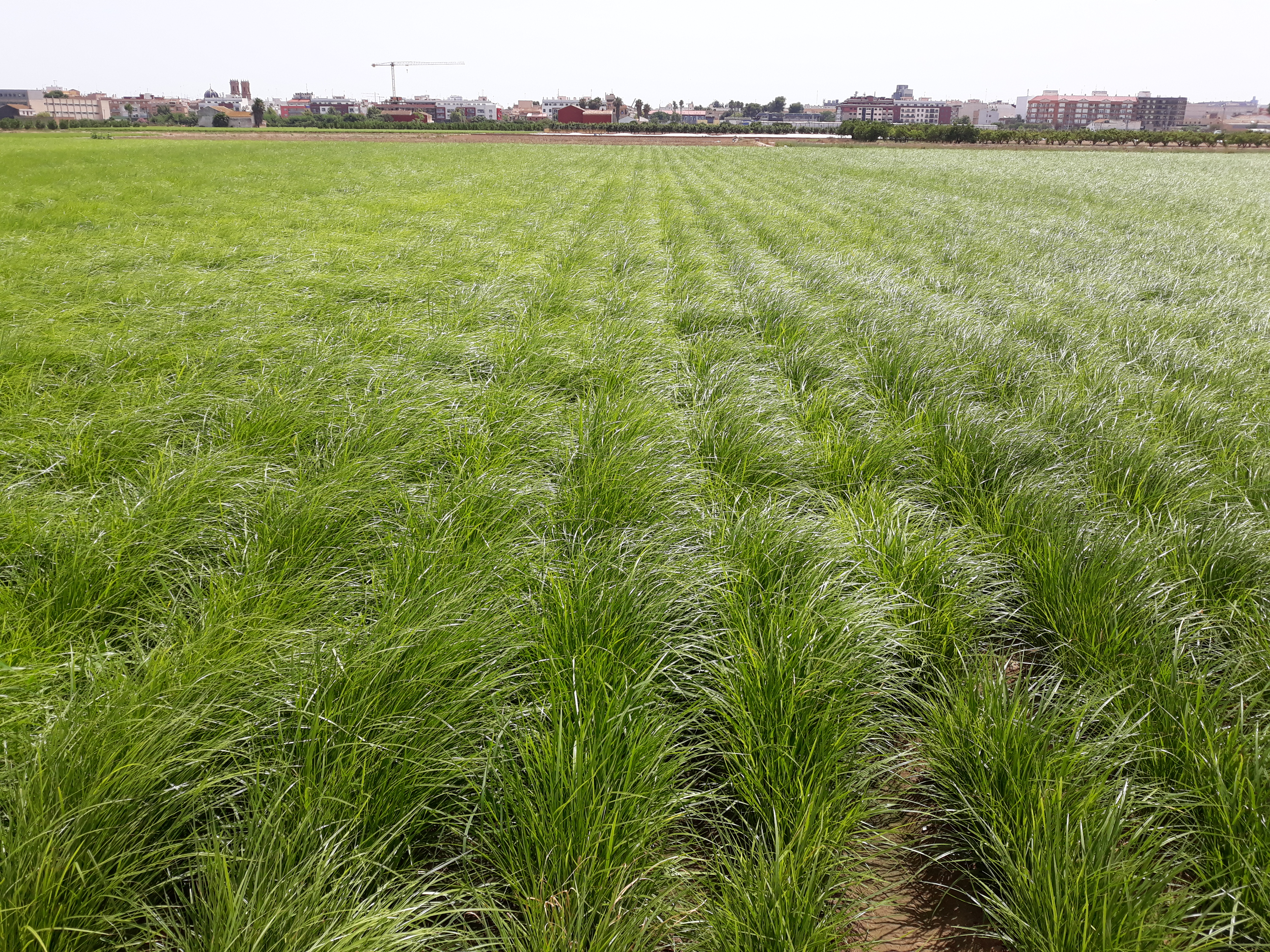
Pole s pěstovaným šáchorem

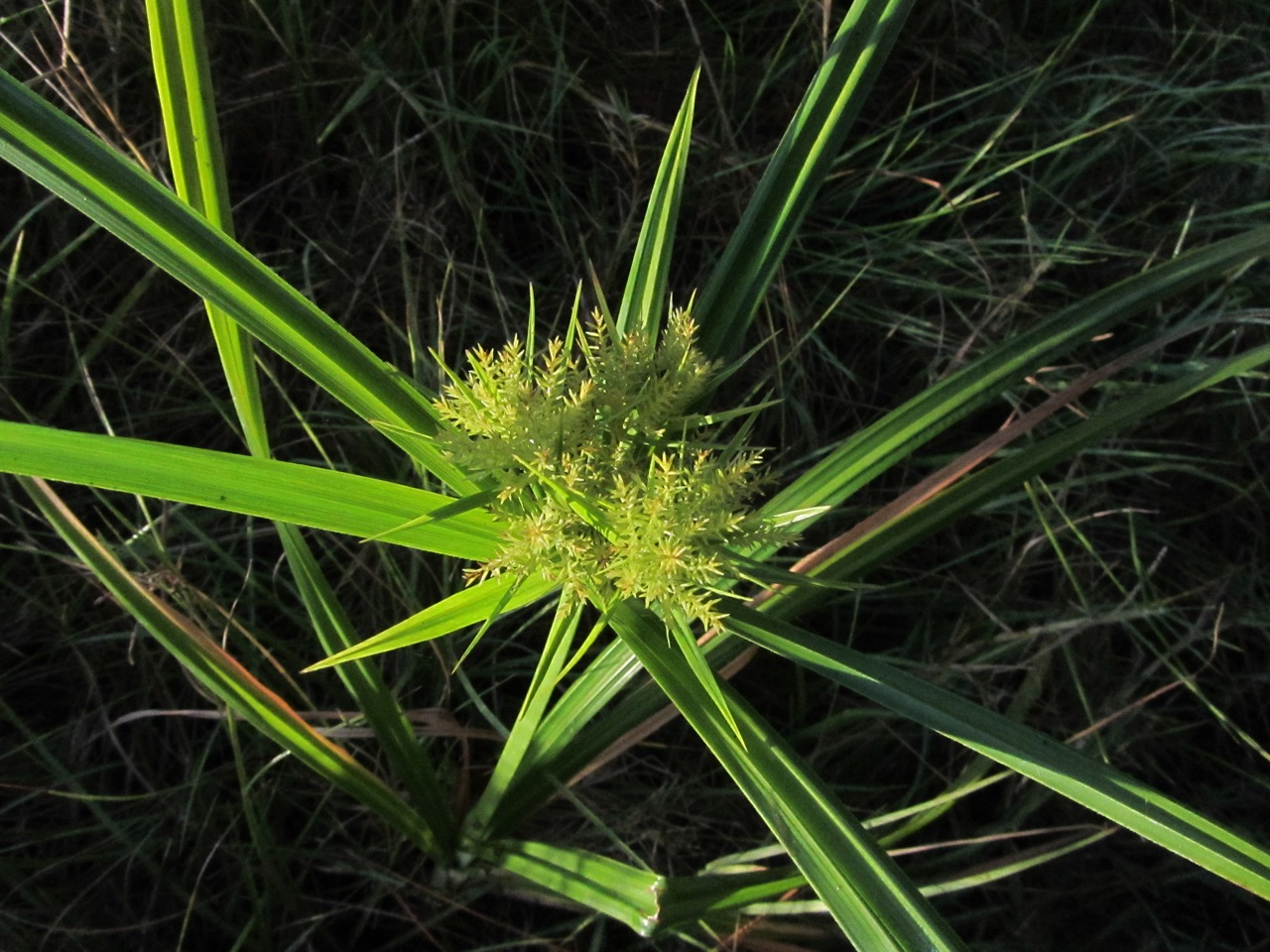
Květenství

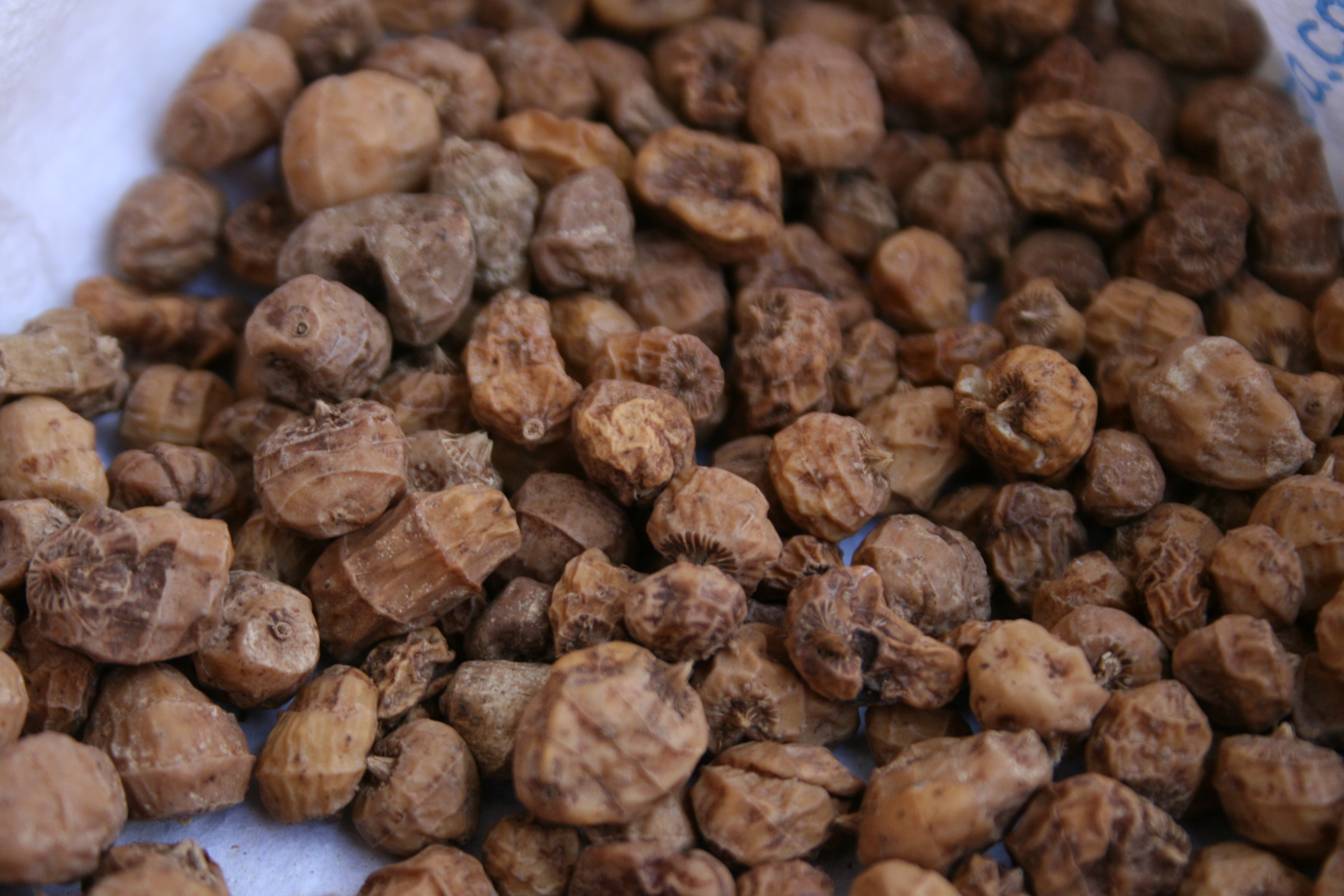
Hlízky

Šáchor jedlý (Cyperus esculentus) je jednoletá bylina trávovitého vzrůstu, vysoká do půl metru, které pod zemí vyrůstají drobné jedlé hlízky. Je prastarou kulturní rostlinou, byla pěstována již ve starověkém Egyptě. V České republice není původní druh, do české přírody se dostal při snaze o jeho pěstování, ale ve zdejších klimatických podmínkách byly výnosy slabé a od dalších pokusů se upustilo. Šáchor jedlý pochází ze subtropických oblastí Přední Asie, Afriky, jižní Evropy a také z Ameriky, kde se vyskytuje (vyjma nejsevernějších a nejjižnějších oblastí) na většině kontinentu.

## Ekologie
Rostlina upřednostňuje stanoviště s vlhkou nebo mokrou půdu která je kyprá, výživná, propustná a má hodnotu pH v toleranci 5 až 7. Potřebuje plné slunce, nevalně poroste ve stínu. Nadzemní část rostliny zmrzne i při slabém mrazu, hlízky v půdě, v závislosti jak jsou hluboko, snesou teplotu vzduchu -6 až -10 °C. S koncem vegetační sezony nadzemní část usychá a hlízky v podzemí se dostávají do dormantního stavu.
Rostlina vyrůstá z drobné hlízky, která se počátkem vegetační sezony vyvine do stonkové hlízy, ztlustlého oddenku, z něhož pod zemí rostou až 20 cm dlouhé křehké výběžky (stolony). Na jejich koncích vyrůstají tmavě hnědé, kulovité, vejcovité nebo soudečkovité hlízky, které jsou velké 15 až 20 mm, váží asi 2,5 g a vyskytují se nejčastěji v hloubce 15 cm a nejhlouběji až ve 45 cm. Oddenek s větvícími se výběžky nemá životaschopné pupeny a na konci sezony zaniká, v půdě přežívají pouze čerstvé hlízky. Ve dnech s fotoperiodou nad 14 hodin hlavně přirůstá ztlustlý oddenek a jeho výběžky, ve dnech s kratší periodou je podporována tvorba hlízek a vyrůstá květenství. Vznik hlízek (vegetativní rozmnožování) také podporuje dostatek vlhkosti v půdě, tvorbu semen (pohlavní rozmnožování) naopak sucho.

## Popis
Jednoletá rostlina obnovující se na stejném místě po více let. Má přímou, nevětvenou, světle zelenou lodyhu vysokou 20 až 50 cm, někdy až 80 cm. Lodyha je na bázi pod povrchem půdy vydutá do stonkové hlízy, výše je přímá, trojhranná a tlustá do 3 mm. Je ve třech řadách porostlá střídavě vyrůstajícími listy, jež jsou jednoduché a čárkovité; bývají dlouhé přibližně jako lodyha a široké jen do 5 mm. Listy jsou žlutozelené, lysé, kýlovité, mají výraznou střední žilku, jsou mírně stočené a okraje pochev, ze kterých vyrůstají, jsou rovné nebo zvlněné.
Na vrcholu lodyhy se vytváří světle žluté až žlutohnědé květenství, a to kružel klásků, které někdy bývá nepřesně považováno za jednoduchý nebo složený okolík. Pod květenstvím roste vodorovně nebo šikmo vzhůru tři až šest úzkých zákrovních listenů dlouhých 5 až 15 cm. Květenství je tvořeno čtyřmi až deseti nestejnými, 1 až 8 cm dlouhými větvičkami, přičemž na každé z nich je ve dvou řadách šest až osm tenkých vícekvětých klásků. V klásku vyrůstají ve žlutých plevách zploštěné, zelené, oboupohlavné a bezobalné kvítky. Každý má tři tyčinky s prašníky a semeník zakončený čnělkou se třemi huňatými bliznami. Opylení kvítků zajišťuje vítr.
Plodem je přisedlá, eliptická, trojhranná, šedohnědá, lesklá nažka (semeno), dlouhá asi 1,5 mm. Za příznivých pěstitelských podmínek rostlina vyprodukuje velké množství klíčivých nažek, v evropských podmínkách vykvete jen zřídka.
Hlízky se sklízejí na podzim, pro konzumaci se suší, pro výsadbu naopak ukládají do vlhkého písku. Rostou od původní rostliny do vzdálenosti 30 až 100 cm a v hloubce až 45 cm, proto se na polích vyorávají podobně jako brambory. Na jaře po vysazení vyklíčí za dva až šest týdnů v závislosti na vlhkosti a teplotě, minimální teplota, při níž klíčí, je 18 °C.
Důležitým prostředkem pro rozšíření šáchoru jedlého je také osivo. Semena uskladněná v suchu jsou dlouze dormantní, ale při vlhkém skladování při teplotě okolo 10 °C klíčivost ztrácejí. Při teplotě 20 °C z hloubky do 1,5 cm rychle vyklíčí, při větší hloubce, například 2,5 cm, klíčí znatelně pomaleji; střídání teploty mezi 20 a 30 °C klíčení urychluje.

## Význam
Šáchor jedlý se pěstuje pro hlízky, které se po oloupání jedí syrové nebo pražené, vařené i pečené. Mají mandlovou chuť a používají na ochucení pečiva nebo jiných sladkostí. Bývají součástí alkoholického nápoje šerbet. Obsahují asi 20 % oleje, 40 % sacharidů, dobře stravitelné bílkoviny a mnoho minerálů (vápník, hořčík, železo, měď, zinek,mangan, fosfor). Lisuje se z nich olej, který je přirovnáván k olivovému. Hlízky jsou známé také pod jmény zemní mandle, tygří ořechy, čufa nebo gomi. V asijské medicíně, hlavně v ájurvédské, jsou jim připisovány mnohé léčebné účinky.

## Invaze
Rostlina má potenciál z jedné hlízky zapomenuté v půdě vytvořit hustou kolonií až 1 m² velkou, která při soutěži o světlo, vodu a živiny může podstatně snížit výnos pěstovaných plodin. Hlízky mohou být snadno rozneseny zemědělskou činností spojenou s pohybem půdy a semena rozptýlena větrem či vodou. Ačkoliv je šáchor jedlý v tropech často přítomný, nejproblematičtějším plevelem je v subtropech, kde v důsledku déletrvajícího období s dlouhou fotoperiodou mu více přirůstají oddenkové výběžky. Rostliny se pak intenzivněji rozšiřují, vytváří rozlehlejší trsy a hlízky mívají umístěné hlouběji. Škodí jako plevel hlavně v cukrové třtině, kukuřici, bavlně, sóji, bramborách, obilovinách, podzemnici olejné i cukrové řepě.